# Kerkafos (syn Heliosa)
Kerkafos (gr. Κέρκαφος) − w mitologii greckiej jeden z Heliadów, syn boga Heliosa i nimfy Rode, wnuk Posejdona. 
Podobnie jak bracia został obdarzony przez ojca wiedzą astrologiczną, którą dzielił się z Rodyjczykami i wprowadził wiele udogodnień dla żeglarzy. Razem podzielili dzień na godziny. Jego czterej bracia, Makareus, Kandalos, Aktis i Triopas, zazdrośni o mądrość Tenagesa zamordowali go i zbiegli z Rodos w różne strony. Kerkafos nie uczestniczący w zbrodni pozostał na Rodos razem z bratem Ochimosem i objął po nim władzę. Poślubił córkę brata Kidippę (lub Kyrbię) i mieli trzech synów: Lindosa, Laljsosa i Kamejrosa.
W antycznych źródłach historycznych wymieniany przez Diodora (Biblioteka historyczna), Strabona (Geografia), Plutarcha (Quaestiones Graecae) i Pauzaniasza (Wędrówki po Helladzie).